# Georg Waldvogel
Georg Waldvogel (ur. 7 lipca 1961 w Hinterzarten) – niemiecki skoczek narciarski reprezentujący barwy RFN. Najlepsze wyniki w Pucharze Świata osiągnął w sezonie 1982/1983, kiedy zajął 38. miejsce w klasyfikacji generalnej. Zwyciężył w Turnieju Schwarzwaldzkim w 1986.
Brał udział w mistrzostwach świata w Oslo i Seefeld in Tirol oraz igrzyskach w Sarajewie, ale bez sukcesów.

## Puchar Świata

### Miejsca w klasyfikacji generalnej
- sezon 1981/1982: 42
- sezon 1982/1983: 38
- sezon 1983/1984: 61

## Igrzyska olimpijskie
- Indywidualnie
  - 1984 Sarajewo (YUG) – 38. miejsce (duża skocznia), 22. miejsce (normalna skocznia)

## Mistrzostwa świata
- Indywidualnie
  - 1982 Oslo (NOR) – 50. miejsce (duża skocznia)
  - 1985 Seefeld in Tirol (AUT) – 52. miejsce (duża skocznia), 30. miejsce (normalna skocznia)